# Gabriel Dufour-Raffier
Pour les articles homonymes, voir Dufour.
Gabriel Michel Dufour-Raffier est un homme politique français né le 2 mars 1811 à Moulins (Allier) et mort le 30 mai 1868 à Luxeuil-les-Bains (Haute-Saône).

## Biographie
Gabriel Michel Dufour-Raffier est le fils de Jean Alexandre Dufour et de Marguerite Lucile Raffier. Ses ancêtres Raffier ont occupé pendant plusieurs générations la charge de châtelain de Verneuil, en Bourbonnais.
Avocat au Conseil d’État et à la Cour de cassation en 1839, il est député de l'Allier de 1850 à 1851, après avoir été élu le 10 mars 1850 en remplacement de Sébastien Fargin-Fayolle, destitué. Il siège à droite. Il devient conseiller général de l'Allier en 1859.
Il est l'auteur de plusieurs ouvrages de jurisprudence, dont un traité de droit administratif appliqué, publié en 1843.

## Sources
- « Gabriel Dufour-Raffier », dans Adolphe Robert et Gaston Cougny, Dictionnaire des parlementaires français, Edgar Bourloton, 1889-1891 [détail de l’édition]